# Parijs-Tours 1977
De Grote Herfstprijs 1977 ofwel, de 71ste editie van Parijs-Tours werd verreden op zondag 11 oktober 1977. De wedstrijd had een lengte van 253,5 kilometer, startte in Tours en eindigde in Versailles.
De Nederlander Joop Zoetemelk won de sprint van twee anderen.
Deze wedstrijd was de onderdeel van de Super Prestige Pernod.

## Uitslag
| Plaats  | Naam                     | Ploeg                   | Tijd     |
| ------- | ------------------------ | ----------------------- | -------- |
| Winnaar | Joop Zoetemelk           | Miko-Mercier-Hutchinson | 5u48'58" |
| 2       | Johan De Muynck          | Brooklyn                | z.t.     |
| 3       | Hennie Kuiper            | TI-Raleigh              | z.t.     |
| 4       | Roger De Vlaeminck       | Brooklyn                | + 1'01"  |
| 5       | Jean-Pierre Danguillaume | Peugeot-Esso-Michelin   | z.t.     |
| 6       | Willy Teirlinck          | Gitane-Campagnolo       | z.t.     |
| 7       | Fons van Katwijk         | Carpenter-Splendor      | + 1'05"  |
| 8       | Cees Priem               | Frisol-Thirion-Gazelle  | z.t.     |
| 9       | Rudy Pevenage            | IJsboerke-Colnago       | z.t.     |
| 10      | Jan van Katwijk          | Carpenter-Splendor      | z.t.     |

1896 · 
1897 · 
1898 · 
1899 · 
1900 · 
1901 · 
1902 · 
1903 · 
1904 · 
1905 · 
1906 · 
1907 · 
1908 · 
1909 · 
1910 · 
1911 · 
1912 · 
1913 · 
1914 · 
1915 · 
1916 · 
1917 · 
1918 · 
1919 · 
1920 · 
1921 · 
1922 · 
1923 · 
1924 · 
1925 · 
1926 · 
1927 · 
1928 · 
1929 · 
1930 · 
1931 · 
1932 · 
1933 · 
1934 · 
1935 · 
1936 · 
1937 · 
1938 · 
1939 · 
1940 · 
1941 · 
1942 · 
1943 · 
1944 · 
1945 · 
1946 · 
1947 · 
1948 · 
1949 · 
1950 · 
1951 · 
1952 · 
1953 · 
1954 · 
1955 · 
1956 · 
1957 · 
1958 · 
1959 · 
1960 · 
1961 · 
1962 · 
1963 · 
1964 · 
1965 · 
1966 · 
1967 · 
1968 · 
1969 · 
1970 · 
1971 · 
1972 · 
1973 · 
1974 · 
1975 · 
1976 · 
1977 · 
1978 · 
1979 · 
1980 · 
1981 · 
1982 · 
1983 · 
1984 · 
1985 · 
1986 · 
1987 · 
1988 · 
1989 · 
1990 · 
1991 · 
1992 · 
1993 · 
1994 · 
1995 · 
1996 · 
1997 · 
1998 · 
1999 · 
2000 · 
2001 · 
2002 · 
2003 · 
2004 · 
2005 · 
2006 · 
2007 · 
2008 · 
2009 · 
2010 · 
2011 · 
2012 · 
2013 · 
2014 · 
2015 · 
2016 · 
2017 · 
2018 · 
2019 ·
2020 ·
2021 ·
2022 ·
2023 ·
2024 ·
2025